# Hermann Schacht
Hermann Schacht (Amburgo, 15 luglio 1814 – Bonn, 20 agosto 1864) è stato un farmacista e botanico tedesco, che si è specializzato nel campo dell'anatomia ed  embriologia vegetale.

## Biografia
Nel 1847 ha lavorato presso le farmacie di Braunschweig, Amburgo, Emmerich, Aquisgrana e Altona, dove ha lavorato a stretto contatto con l'epatologo Carl Moritz Gottsche. Nel frattempo, ha frequentato dei corsi presso l'Università di Jena (1841-1842), dove dal 1847 ha lavorato come assistente del botanico tedesco Matthias Jakob Schleiden.
Nel 1850 ha conseguito il dottorato di ricerca nel Jena, e successivamente si trasferisce a Berlino, dove nel 1853-1860 ha lavorato come docente universitario. A causa di problemi di salute ha trascorso due anni a Madera (1855-1857), dove, durante la sua convalescenza, ha svolto delle indagini della flora dell'Isola. Dal 1860-1864 è stato professore di botanica e direttore dell'orto botanico presso l'Università di Bonn.
Nel 1859, Hermann Karsten ha chiamato il nome della pianta Schachtia (famiglia delle Rubiacee) in suo onore.
Il suo libro, Das mikroskop und seine Anwendung inabesondere für Pflanzen-anatomie und physiologie (1851), è stato tradotto in inglese e pubblicato con il titolo The microscope, and its application to vegetable anatomy and physiology (1855).

## Pubblicazioni principali
- Entwicklungs-Geschichte des Pflanzen-Embryen, 1850
- Physiologische botanik, 1852
- Der Baum : studien über Bau und Leben der höheren Gewächse, 1853
- Lehrbuch der Anatomie und Physiologie der Gewächse, (2 volumi, 1856–59)
- Madeira und Tenerife mit ihrer Vegetation, 1859
- Die spermatozoiden im pflanzenreich, 1864[2][3]